# Castlevania: Lords of Shadow
Castlevania: Lords of Shadow (с англ. — «Каслвания: Владыки Теней») — видеоигра в жанре слэшер, разработанная MercurySteam и выпущенная компанией Konami, является перезапуском игровой серии. Хидэо Кодзима, продюсер серии Metal Gear, также участвовал в разработке. Игра вышла 7 октября 2010 года для PlayStation 3 и Xbox 360. 27 августа 2013 года на PC вышла Castlevania: Lords of Shadow — Ultimate Edition. Действие игры происходит в фэнтезийной версии средневековой Европы.

## Игровой процесс
Игрок берет на себя управление главным персонажем — воином Братства Света по имени Габриэль Бельмонт..
Главным и по сути универсальным оружием Габриэля в игре является улучшаемый Боевой крест с выдвижной цепью, для которого по мере прохождения игры можно открыть более сорока различных комбо-приёмов, покупаемых за очки опыта. Ко всему прочему, главный герой может использовать улучшаемое второстепенное оружие, такое как, метательные ножи, святая вода и другие вещи, а так же магию, способную излечивать персонажа или увеличивать урон в бою.
В соответствии с жанром в игре присутствуют QTE-вставки, которые позволяют проводить «казнь» рядовых противников, а в битвах с боссами служат переходными моментами между этапами сражения.

## Сюжет
События игры начинаются в 1047 году в маленькой деревне в Европе, куда прибывает воин Братства Света Габриэль Бельмонт и помогает местным крестьянам отбиться от нападений оборотней и варга. Расправившись с нечистью, путник по указанию деревенских направляется в близлежащий лес в поисках Хранителя Озера. С боем, через лесную чащу и болота, полные гоблинов, Габриэль добирается до Озера забвения, которое хранит древний дух Пан. Цель воина — выяснить причину наступления Тьмы в мире и способа противостоять этому, но у самого Габриэля есть свой интерес: отыскать виновника смерти его любимой жены Марии. Пройдя замысловатое испытание духа и сразившись со стражем Озера, древним каменным титаном, Бельмонт встречает соратника — старейшего члена Братства Зобека, а позже, в недолгом разговоре с призраком погибшей возлюбленной и с помощью Зобека, раскрывает истинный смысл своего путешествия. Согласно древнему пророчеству, он должен одолеть трех Владык теней и, забрав их силы, восстановить покровительство Небес на планете.
Габриель решает начать с Владыки оборотней Корнела. На своем пути, в руинах давно покинутой цивилизации Агарты паладин встречает новых спутников — немую девушку Клаудию и её защитника, Темного рыцаря-голема. Победив с их помощью последнего Титана Агарты, Габриэль неосознанно позже убивает Клаудию и вынужденно сражается с големом, после чего получает его латную перчатку. В логове Корнела Бельмонт от самого злодея с удивлением узнает о происхождении Владык — короли нечисти являются темными остатками душ основателей Братства Света, вознесшихся на Небеса. Одолев в яростной схватке Владыку оборотней, Габриэль забирает его сапоги-скороходы и фрагмент мистической маски.
Расправившись по пути с огромным огром и вороной-ведьмой Малфой, Бельмонт прибывает в земли вампиров. Заполучив святую воду для борьбы с монстрами, Габриэль поочередно убивает генералов вампиров, а затем и саму Владыку Кармиллу, у которой после её смерти забирает Крылья серафима и второй фрагмент маски.
В землях мертвых Габриэль решает загадку Бабы-Яги, после чего с неожиданностью для себя вынужден сразиться с Паном, который на протяжении всего путешествия воина помогал ему в разных ипостасях. Одолев стража Владыки мертвых, Бельмонт с последним фрагментом собирает божественную маску, но вмешавшийся Зобек раскрывает свою истинную сущность Повелителя некромантов и свои намерения. Именно его жажда могущества и власти лишила человечество покровительства Небес, и он же, прикрываясь пророчеством, использовал Габриэля как орудие для уничтожения других Владык и получения Маски Бога, заставив искать убийцу жены, которым оказался сам заколдованный Габриэль. Избавившись от шокированного героя, Зобек торжествует, но быстро узнает, что сам был пешкой Сатаны, мечтающего отомстить Небесам за своё изгнание и незаметно подталкивавшего некроманта к жажде силы. Однако Габриэль воскресает и в неравном бою одолевает падшего ангела. После победы Бельмонт пытается воспользоваться силой Маски, чтобы воскресить любимую, но на это артефакт оказывается не способен. В отчаянии Габриэль плачет на утесе, на котором принял последний бой.
В сцене после титров, спустя около тысячи лет спасшийся Зобек навещает уже изменившегося Габриэля, ставшего вампиром и называющего себя Дракулой, и предупреждает о возвращении Сатаны, призывая помочь остановить его. Габриэль в отместку нападает на визитера, но Зобек убеждает страдающего вампира согласится на сотрудничество, обещая избавление от бессмертия. Дракула исчезает, а некромант уходит в своё укрытие.

## Дополнения
- Reverie (с англ. — «Мечтательность»): 30 марта 2011 года[8]. Интересно заметить, что изначально выпуск этого обновления планировался на январь 2011 года, но был перенесён. Причины смещения даты релиза разработчиками не были указаны[9]. Казус также произошел с выпуском этого обновления для приставки PlayStation 3 — он стал доступен в PlayStation Store несколько раньше планируемого часа начала продаж[10].
- Сюжет: После победы над Сатаной опустошенный и лишенный всякой надежды Габриэль начал слышать вызов о помощи. Вернувшись в замок Кармиллы, он обнаружил Лору, нареченную дочь Владыки вампиров. У Габриэля появляется новая цель: найти и уничтожить древнего могущественного демона, заточенного в прошлом основателями Братства Света. Вместе Избранный и вампир отправляются в глубь замка, где их поджидает много врагов, загадок и ловушек.
- Resurrection (с англ. — «Воскрешение»): 21 июня 2011 года[11].
- Сюжет: После того, как Габриэль заменил кровью Лоры свою и освободил её от проклятия, он отправляется в глубины проклятого места заточения могущественного демона Забытого, рвущегося наружу, чтобы сжечь мир в отместку за столетия пленения. Однако Избранного в сражении со столь могучим врагом ведет вовсе не долг перед человечеством, а тьма, с которой он боролся долгие годы. И итог противостояния определит дальнейшую судьбу мира и самого Габриэля.

Версия игры для Microsoft Windows под названием Castlevania: Lords of Shadow — Ultimate Edition вышла 27 августа 2013 года и включает в себя дополнения Reverie и Resurrection.

## Рецензии
| Сводный рейтинг       | Сводный рейтинг                           |
| Агрегатор             | Оценка                                    |
| --------------------- | ----------------------------------------- |
| GameRankings          | 82,86 % (PS3) 81,84 % (X360) 77,40 % (PC) |
| Metacritic            | 85/100 (PS3) 83/100 (X360)                |
| Иноязычные издания    |                                           |
| Издание               | Оценка                                    |
| 1UP.com               | B                                         |
| CVG                   | 9,2/10                                    |
| Edge                  | 8/10                                      |
| Eurogamer             | 8/10                                      |
| G4                    | 4/5                                       |
| Game Informer         | 9/10                                      |
| GameSpot              | 7,5/10                                    |
| GameSpy               | 4/5                                       |
| GamesRadar+           | 9/10                                      |
| GameTrailers          | 7,9/10                                    |
| IGN                   | 7,5/10                                    |
| OXM                   | 8,5/10 9/10 (UK)                          |
| VideoGamer            | 9/10                                      |
| Русскоязычные издания |                                           |
| Издание               | Оценка                                    |
| PlayGround.ru         | 8,1/10                                    |
| «Игромания»           | 8,5/10                                    |
| Награды               |                                           |
| Издание               | Награда                                   |
| GamesMaster           | Золотая награда                           |
| Xbox World 360        | Star Player Accolade                      |

Во время разработки Castlevania: Lords of Shadow находилась в списке самых ожидаемых игр. Портал GameTrailers дал игре 7-е место в списке самых ожидаемых игр 2010 года. Сама игра получила положительные отзывы со стороны прессы. При этом продюсер игры Дейв Кокс отметил негативную реакцию некоторых фанатов на перезапуск серии.
Летом 2018 года, благодаря уязвимости в защите Steam Web API, стало известно, что точное количество пользователей сервиса Steam, которые играли в Castlevania: Lords of Shadow Ultimate Edition хотя бы один раз, составляет 379 043 человека.